# 綿谷雪

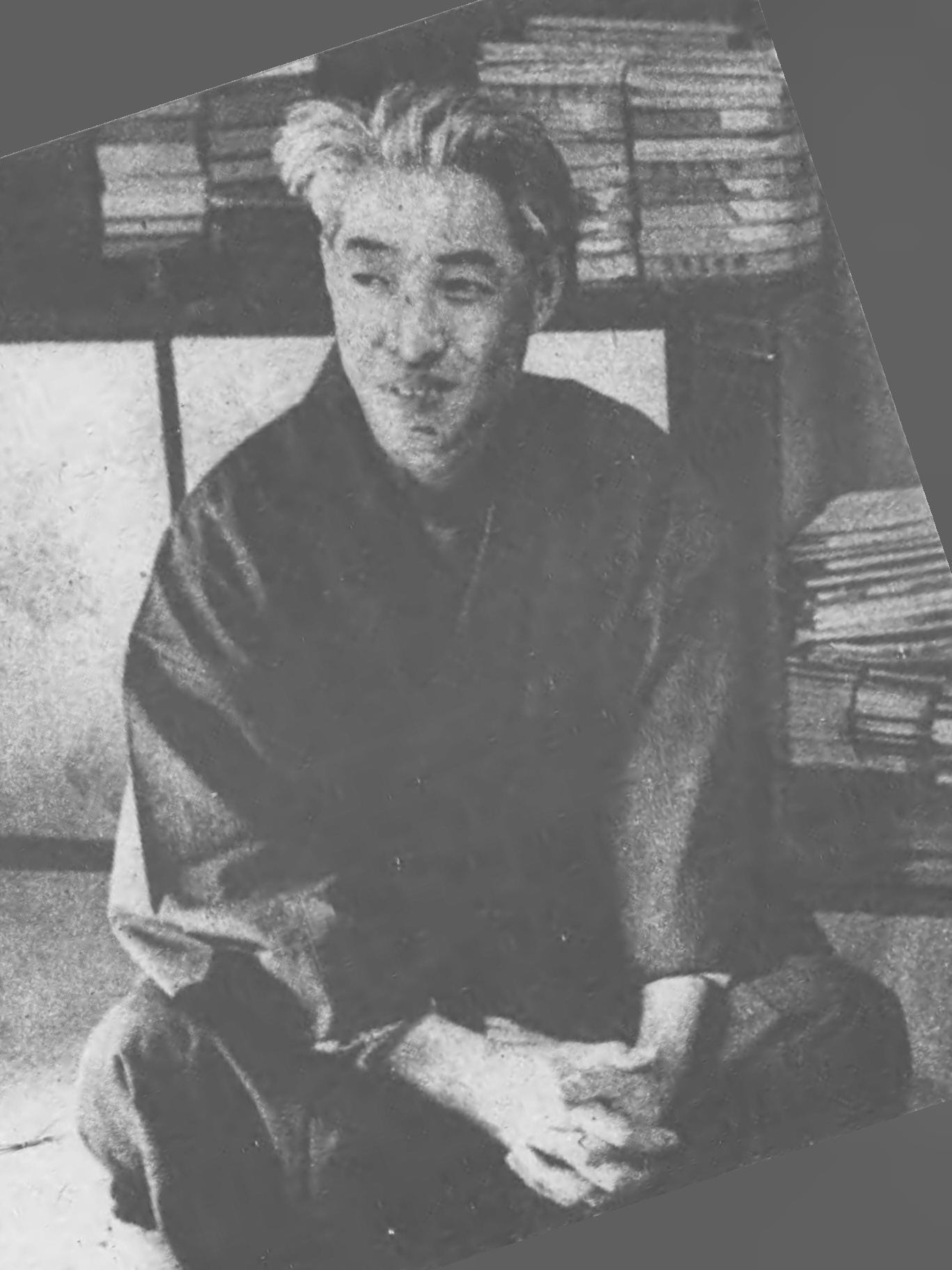
雑誌『富士』より（1952年）

綿谷 雪（わたたに きよし、1903年〈明治36年〉1月17日 - 1983年〈昭和58年〉5月18日）は、日本の作家、時代考証家、日本武術（古武道）史研究家。

## 経歴
和歌山県和歌山市出身。牧師だった父に「キヨシ」と名付けられるも、生後間もなく死別。母の再婚に伴い、綿谷家に入る。旧制神戸二中（現・兵庫県立兵庫高等学校）を経て、1930年に早稲田大学政治経済学部卒。在学中、教授の山口剛から推薦を受け真山青果に師事し、創作、歴史考証を学ぶ。
戸伏 太兵（とぶし たへい）の筆名で小説や戯曲も書き、『戯曲集 天ノ川辻』所収の「天ノ川辻」「十津川秋雨の譜」「遊撃四番隊」の3作が第11回直木賞の候補になっている。
著書『江戸名所100選』の「はじめに」に、「昭和四十七年九月六日に大きな手術をしたが、その入院中に大半を執筆した」と記載されている。

## 著書
- 言語遊戯考 発藻堂 1927
- 天ノ川辻 戸伏太兵 牧野書店 1940
- ことばの民族学 都書房 1942 のちゆまに書房で復刊
- 坂上田村麿 戸伏太兵 大道書房 1942
- 黎明の旗 十津川天誅組 戸伏太兵 東光堂 1943
- 安倍の宗任 / 戸伏太兵 今日の問題社 1943
- 八幡大菩薩 / 戸伏太兵 国文社 1943
- 由比正雪 / 戸伏太兵 鱒書房 1955 (歴史新書)
- 妖婦伝 鱒書房 1955 (コバルト新書)
- 日本武芸達人伝 / 戸伏太平 鱒書房 1955 (歴史新書)
- 笹野名槍伝 / 戸伏太兵 鱒書房 1955 (実録巷談新書)
- 寛永三馬術 / 戸伏太兵 鱒書房 1955 (実録巷談新書)
- 武道奇人伝 / 戸伏太兵 鱒書房 1955 (歴史新書)
- 湖底の聖地 / 戸伏太兵 学風書院 1956 (世界ドキュメンタリー文庫)
- 文楽と淡路人形座 / 戸伏太兵 寧楽書房 1956
- 鱶を買収しろ / 戸伏太兵 学風書院 1956 (世界ドキュメンタリー文庫)
- 情炎の館 紅毛妖婦伝/ 戸伏太兵 鱒書房 1956 (コバルト新書)
- 洋娼史談 / 戸伏太兵 鱒書房 1956
- 日本美人伝 第1巻 / 戸伏太平 学風書院 1957
- 武芸風俗姿 / 戸伏太兵 学風書院 1957 (江戸風俗史 第3)
- 世界の秘境 春陽堂書店 1958
- 剣豪 虚構と真実/ 戸伏太平 社会思想研究会出版部 1958 (現代教養文庫)
- 砂 光書房 1959
- 江戸ルポルタージュ史実と虚説 歴史地理散歩 正・続 人物往来社 1961
- 日本武芸小伝 人物往来社 1961
- 武蔵・又兵衛 郷土の剣豪たち のじぎく文庫 1963
- 術 青蛙房 1964
- 言語遊戯の系譜 青蛙房 1964
- 絵入川柳妖異譚 近世風俗研究会 1967
- 図説・古武道史 青蛙選書 1967
- 続絵入川柳妖異譚 近世風俗研究会 1969
- 痛快な生きかた 日本奇傑譚 新人物往来社 1970
- 日本剣豪100選 秋田書店 1971 (100選シリーズ)、新編版1990.5
- 考証江戸八百八町 正続 秋田書店 1971-1972
- 武芸流派100選 秋田書店 1972 (100選シリーズ)
- 江戸名所100選 秋田書店 1973 (100選シリーズ)
- 考証東海道五十三次 秋田書店 1974
- 近世悪女奇聞 青蛙選書 1979.5、のち中公文庫
- ジンクス 運と偶然の研究 三樹書房 1980.9
- 実録後藤又兵衛 中央公論社 1981.2、中公文庫 1984.6
- 考証武芸者列伝 三樹書房 1982.7
- 考証江戸切絵図 三樹書房 1982.2

## 翻訳・編纂・共編
- アラスカ探検記 ジョン・ミユーア 戸伏太兵訳 聖紀書房 1942
- 日本武芸小伝 訳並びに補註 人物往来社 1962
- 武芸流派辞典 山田忠史共編 人物往来社 1963
- 川柳郷土史散歩 のじぎく文庫 1965
- 武芸流派大事典 山田忠史共編 新人物往来社 1969
- 古武道文献集 正続 武芸帖社 1969-1971 (稀本叢刊)
- 幕末明治実歴譚 青蛙房 1971 (青蛙選書)
- 念流馬庭代々記 無名子稿本 武芸帖社 1972
- 俳諧〓・一枝筌詳釈 江戸座高点句集 有光書房 1976